# Dhokla
Le dhokla (en gujarati : ઢોકળા) est un plat végétarien originaire de l'état indien du Gujarat. Il est préparé à partir d'une pâte fermentée composée de riz et de pois chiches cassés. Le dhokla peut être consommé au petit déjeuner, en tant que plat principal, en accompagnement ou en encas. Le dhokla est très proche du khaman et les deux termes sont utilisés de façon interchangeable.

## Histoire
Le dukkia, un précurseur du dhokla à base de légumineuses, est mentionné dans un ouvrage jaïn datant de 1066. Le plus ancien texte existant mentionnant le mot dhokla est le Varanaka Samuchaya en gujarati, rédigé en l'an 1520.

## Préparation
Le riz et les pois chiches — appelés chana dal — débarrassés de leur enveloppe sont mis à tremper toute une nuit. Les proportions sont ajustées pour obtenir la texture et le goût désiré. Le mélange est moulu et la pâte est mise à fermenter pendant quatre à cinq heures ou toute une nuit. On assaisonne avec du piment, de la coriandre, du gingembre et du bicarbonate de sodium.
La pâte fermentée est ensuite cuite à la vapeur pendant 15 minutes dans un plat puis coupée en morceaux. On arrose finalement avec de l'huile chauffée avec des graines de moutarde (tadka). On peut y ajouter des graines de cumin, de l'ase fétide, du piment vert émincé, et parfois, du sucre et de l'eau.
Il est habituellement servi avec des piments frits et du chutney de coriandre. Il est garni de coriandre et de noix de coco râpée.
On peut aussi accompagner le dhokla de yaourt, de sauce tomate, de pâte d'ail ou de purée de coriandre, bien que ces ingrédients ne fassent pas partie de la recette traditionnelle[réf. nécessaire].

## Types dedhokla

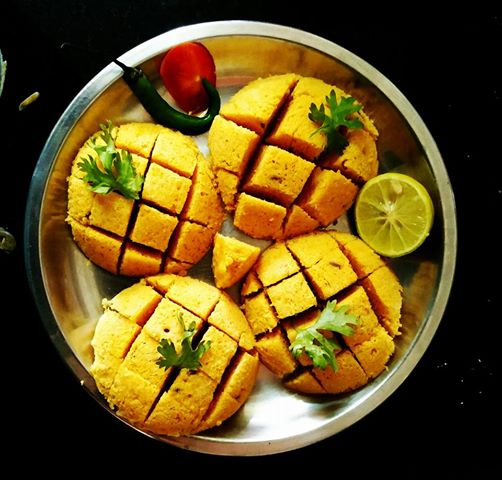
Dhokla fait maison.

Il existe différents types de dhokla préparés avec différents ingrédients et différentes proportions de pois chiches. Parmi les dhokla les plus populaires, on trouve :
- dhokla au fromage ;
- dhokla de petits pois ;
- dhokla de pois panachés ;
- dhokla en sandwich ;
- khandhavi dhokla ;
- khatta dhokla ;
- rasia dhokla ;
- rawa dhokla ;
- toor dal dhokla.

Le khaman est un plat similaire à base de farine de pois chiche. Alors que le dhokla est préparé avec du riz et des pois chiches, le khaman est préparé à base de pois chiches uniquement. Sa couleur est généralement plus claire et il est plus moelleux que le dhokla. Seule une faible quantité de bicarbonate de sodium est ajoutée au dhokla alors que le khaman en contient beaucoup plus pour le rendre plus moelleux et poreux.
L'idada est une autre variété de dhokla qui est confectionnée en utilisant d'autres légumineuses telles que le haricot urd. Le dhokla est habituellement servi au petit déjeuner ou en encas dans la partie occidentale de l'Inde, et on le trouve de nos jours dans tous les états indiens.